# Kittilä
Kittilä (en same d'Inari : Kittâl ; en same du Nord : Gihttel) est une municipalité du nord-ouest de la Finlande, en Laponie.
Grâce à la station de ski de Levi, c'est une des destinations touristiques les plus populaires de Finlande.

## Géographie
La municipalité est une des plus grandes du pays, la 4e par la superficie totale (et même 3e pour la superficie hors lacs).
On y trouve une partie du parc national de Pallas-Yllästunturi.
La commune est bordée par les municipalités suivantes : à l'ouest Kolari et Muonio, au nord Enontekiö et Inari, à l'est Sodankylä et au sud Rovaniemi.

## Démographie
Depuis 1980, l'évolution démographique de Kittilä est la suivante, :
| Année      | 1980  | 1985  | 1990  | 1995  | 2000  | 2005  |
| ---------- | ----- | ----- | ----- | ----- | ----- | ----- |
| population | 6 404 | 6 213 | 6 167 | 6 205 | 5 819 | 5 840 |

| Année      | 2010  | 2015  | 2020  |
| ---------- | ----- | ----- | ----- |
| population | 6 183 | 6 463 | 6 474 |

### Conseil municipal
Les sièges des 27 conseillers municipaux sont répartis comme suit:
| Parti   | Parti                                  | Sièges 2021–2025 |
| ------- | -------------------------------------- | ---------------- |
|         | Parti social-démocrate de Finlande     | 2                |
|         | Vrais Finlandais                       | 4                |
|         | Parti de la Coalition nationale        | 1                |
|         | Parti du centre                        | 9                |
|         | Ligue verte                            | 2                |
|         | Alliance de gauche                     | 4                |
|         | Kuntalaislista - yhteislista           | 1                |
|         | Oikeudenmukainen Kittilä - yhteislista | 4                |
| Sources |                                        |                  |

### Subdivisions administratives
Les 4 agglomérations de Kittilä sont: Kittilän kirkonkylä, Sirkka, Rova, Kaukonen.
Les villages sont: Ala-Kittilä, Alakylä, Hanhimaa, Helppi, Hormakumpu, Jeesiöjärvi, Kallo, Kaukonen, Kelontekemä, Kittilän kirkonkylä, Kiistala, Kirjanselkämaa, Kinisjärvi, Kotakumpu, Kuivasalmi, Köngäs, Lehmilehto, Lintula, Lompolo, Maunujärvi, Molkojärvi, Nilivaara, Pitkäkumpu, Pokka, Pulju, Raattama, Rauhala, Rautuskylä, Sirkka, Sätkenä, Tepsa, Tepasto, Veittivuoma, Veitservasa, Vittakumpu.

## Transport
La commune est desservie par l'aéroport de Kittilä.
Elle est le point de départ de la Seututie 955 qui va à Inari.

## Jumelages
| Ville | Ville     | Pays | Pays  |
| ----- | --------- | ---- | ----- |
|       | Gällivare |      | Suède |

## Personnalités
- Arto Paasilinna (1942-2018), écrivain.

## Galerie

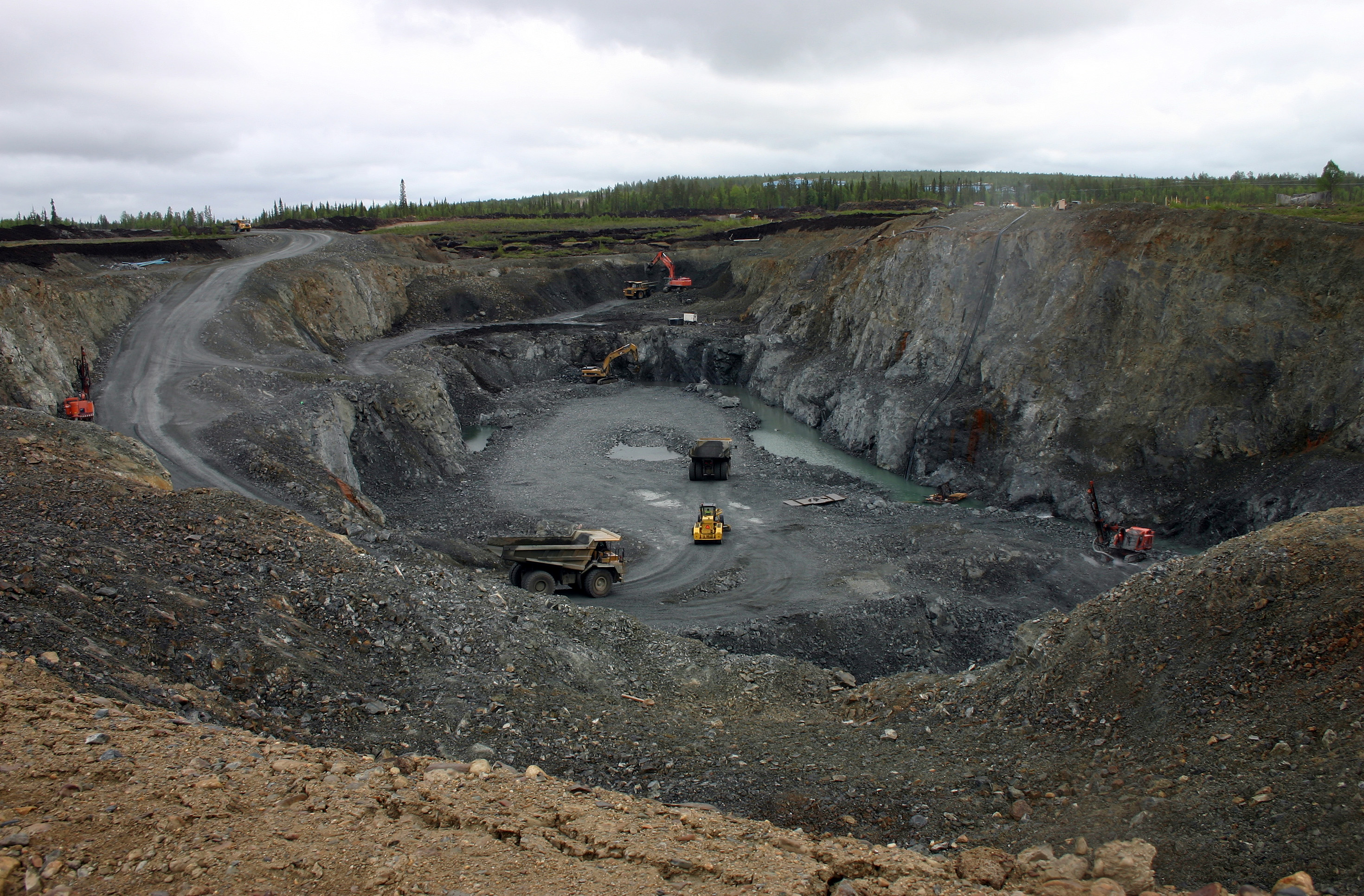
Mine de Kittilä
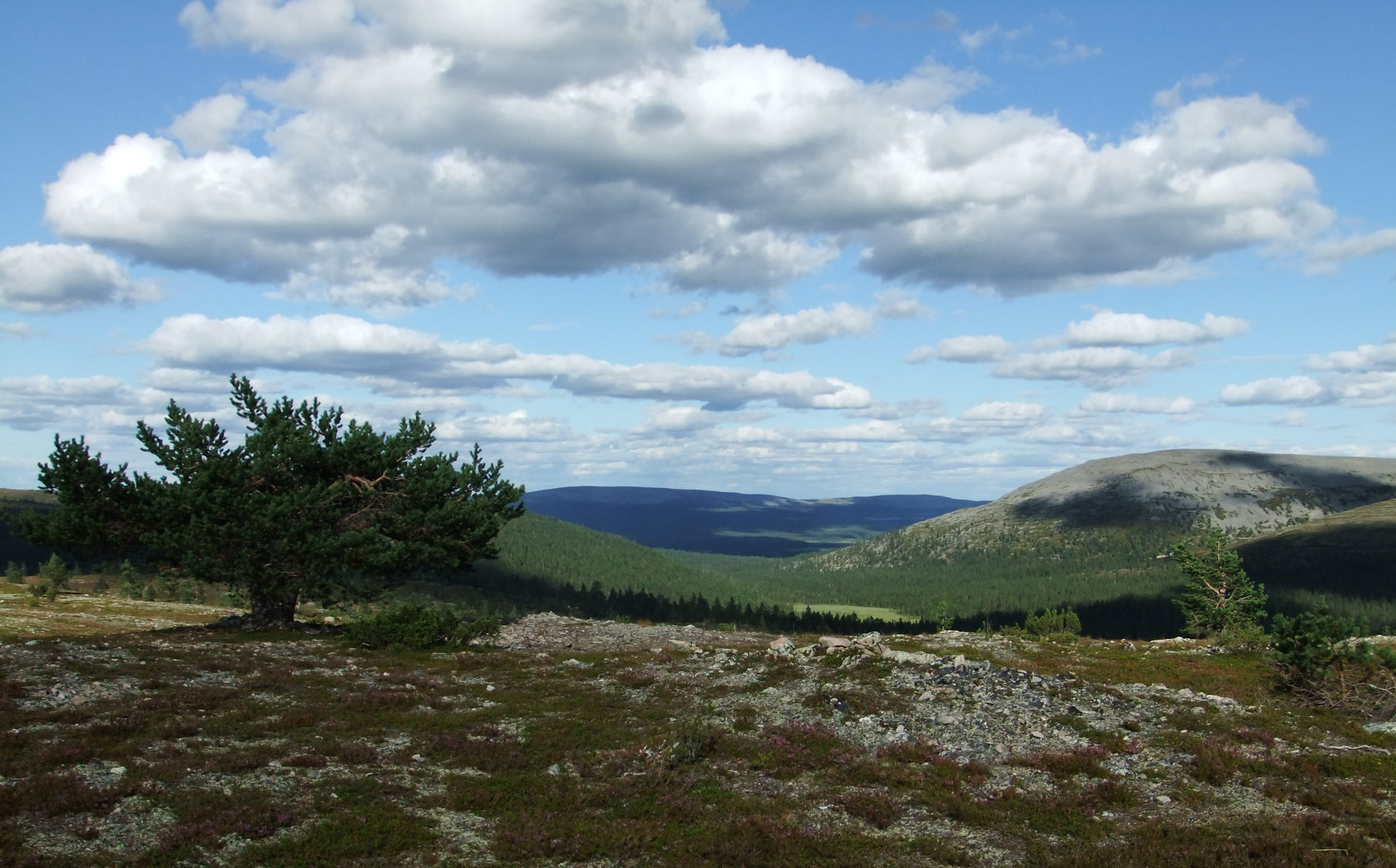
Aakenustunturi.
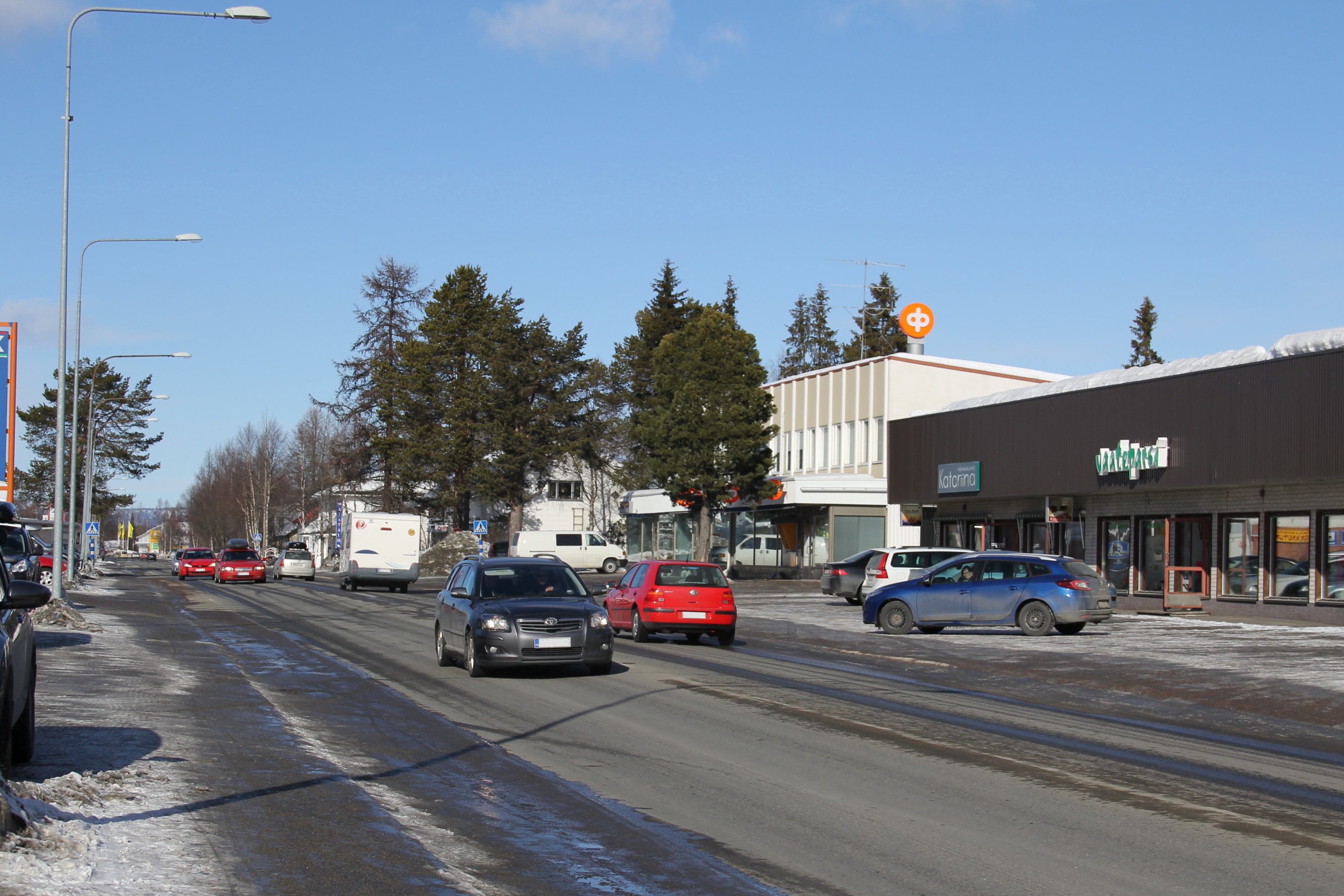
Centre de Kittilä.